# Гиерон Солийский
Гиерон (др.-греч. Ἰέρον) — греко-македонский наварх IV века до н. э. на службе у Александра Македонского.

## Биография
Гиерон был родом из Сол на Кипре.
Канадский историк В. Хеккель считал, что Гиерон был в числе участников морской экспедиции Неарха из Индии в Месопотамию 325—324 годов до н. э. Одновременно историк подчёркивал, что Гиерон не упомянут в «Индике» Арриана, где описано само путешествие.
Единственное упоминание Гиерона в античных источниках связано с исследовательской экспедицией вокруг Аравийского полуострова. Александр Македонский вскоре после возвращения из Индии в Вавилон стал готовиться к новому походу по завоеванию Аравии. Предварительно он направил для исследования побережья несколько кораблей под началом опытных навархов. Весной 324 года до н. э. из устья Тигра отплыли три триаконтеры под командованием Гиерона, Архия и Андросфена. Согласно Арриану, Гиерону было приказано обогнуть Аравийский полуостров и достичь Египта. Александр распорядился отправить ещё одну экспедицию из Египта под командованием Анаксикрата навстречу Гиерону. Однако Гиерон достиг лишь полуострова Мусандам — входа в Ормузский пролив, после чего вернулся обратно. Мореплаватель не рискнул следовать далее вдоль бескрайних пустынных берегов, так как побоялся оказаться без питьевой воды.
Согласно Арриану, Гиерон сообщил Александру, «что полуостров этот поражает своей величиной: он лишь немного меньше земли Индов и глубоко вдается в Великое море». Дальнейшая судьба Гиерона неизвестна.